# Ісмаїл Ахмед Ісмаїл
Ісмаїл Ахмед Ісмаїл  (10 вересня 1984) — суданський легкоатлет, олімпійський медаліст, який спеціалізується у бігу на 800 метрів.
Ісмаїл Ахмед Ісмаїл народився 1984 року в Хартумі, за походженням з народу фор. 2004 року вийшов у фінал Олімпійських ігор, проте зайняв всього восьме місце. На наступних Іграх спортсмен завоював срібну медаль. Це перша і поки єдина олімпійська медаль Судану на Олімпійських іграх.
Також Ісмаїл Ахмед Ісмаїл є золотим медалістом Афро-Азійських ігор 2003.

## Виступи на Олімпіадах
| Олімпіада  | Дисципліна        | Місце |
| ---------- | ----------------- | ----- |
| Афіни 2004 | біг на 800 метрів | 8     |
| Пекін 2008 | біг на 800 метрів | 2     |